# معركة نيو أورليانز
معركة نيو اورليانز وقعت يوم الأربعاء 8 كانون الثاني / يناير عام 1815 ، وكانت المعركة الكبرى النهائية للحرب عام 1812. للقوات الأمريكية ، مع الجنرال أندرو جاكسون في القيادة ، وهزم الجيش البريطاني الغازي في يوم الأربعاء نية الاستيلاء على نيو اورليانز وأمريكا الشاسعة في غرب البلاد. معاهدة جينت وقد تم التوقيع على 24 كانون الأول / ديسمبر عام 1814 ، ولكن الأخبار من السلام لن تصل إلى نيو اورليانز حتى شباط / فبراير.
تُعتبر هذه المعركة ذروة حملة الخليج التي استمرت خمسة أشهر (سبتمبر 1814 حتى فبراير 1815) من قِبل بريطانيا لمحاولة الاستيلاء على نيو أورلينز، غرب فلوريدا، ومن المحتمل إقليم لويزيانا، وكانت قد بدأت مع معركة فورت بوير الأولى. بدأت بريطانيا حملة نيو أورلينز في 14 ديسمبر 1814 في معركة بحيرة بورن، ووقع العديد من المناوشات وتبادل القصف المدفعي في الأسابيع التي سبقت المعركة النهائية.
وقعت المعركة بعد 18 يومًا من توقيع معاهدة غنت، التي أنهت رسميًا حرب 1812، في 24 ديسمبر 1814، بيد أن الولايات المتحدة لم تصدق عليها حتى 16 فبراير 1815، إذ لم يكن خبر الاتفاق قد وصل بعدْ إلى الولايات المتحدة من أوروبا. رغم التفوق البريطاني الكبير في العدد والتدريب والخبرة، أحبطت القوات الأمريكية هجومًا سيئ التنفيذ خلال أكثر من 30 دقيقة بقليل. تكبد الأمريكيون زهاء 60 ضحية، بينما تكبد البريطانيون نحو 2000 ضحية بما في ذلك مقتل القائد العام، اللواء السير إدوارد باكينهام، ونائبه اللواء صموئيل غيبس.

## خلفية
في أغسطس 1814، بدأت بريطانيا والولايات المتحدة مفاوضات لإنهاء حرب عام 1812. ومع ذلك، أصدر وزير الدولة لشؤون الحرب والمستعمرات البريطاني، هنري باثورست، أوامر سرية لباكينهام في 24 أكتوبر 1814 يأمره فيها بمواصلة الحرب حتى لو سمع شائعات عن عقد السلام. أعرب باثورست عن قلقه من أن الولايات المتحدة قد لا تصدق على معاهدة سلام ولا يريد باكينهام أن يعرض قواته للخطر أو يضيع فرصة للنصر.
كان هناك قلق كبير من أن البريطانيين وحلفائهم الإسبان أرادوا استعادة أراضي صفقة لويزيانا لأنهم لم يعترفوا بأي صفقة أراضي أبرمها نابليون (أولًا معاهدة سان إلديفونسو الثالثة عام 1800 المتضمنة تسليم لويزيانا من إسبانيا إلى فرنسا، ومن ثم تسليم لويزيانا من فرنسا إلى الولايات المتحدة عام 1803-04)، فلذلك كان هذا سببًا رئيسيًا لغزو البريطانيين نيو أورلينز منتصف مفاوضات معاهدة غينت. فلو انتصر البريطانيون في معركة نيو أورلينز، فمن المحتمل أنهم كانوا سيفسرون الأمر بأن جميع الأراضي المكتسبة من صفقة لويزيانا عام 1803 ستكون باطلة وليست جزءًا من أراضي الولايات المتحدة.

## مقدمة

### بحيرة بورن
رست ستون سفينة بريطانية في خليج المكسيك شرق بحيرة بونتشارتره وبحيرة بورن بحلول 14 ديسمبر 1814، حاملةً على متنها 14,450 جنديًا وبحارًا تحت قيادة الأدميرال السير الكسندر كوكران. منع أسيطيل أمريكي مكون من خمسة زوارق حربية وصول البريطانيين إلى البحيرات، بقيادة الملازم توماس بن كاتيسبي جونز. في 14 ديسمبر، انطلقت قوة قوامها 1200 من البحارة البريطانيين وقوات المارينز الملكية تحت قيادة النقيب نيكولاس لوكير لمهاجمة قوة جونز. أبحر الجنود في 42 زورقًا طويلًا، كلٌ منها مسلح بمدفع صغير. استولى لوكير على سفن جونز بعد اشتباك قصير. شملت الخسائر مقتل 17 بحارًا بريطانيًا وجرح 77 آخرين، بينما قُتل 16 أمريكيًا وجُرح 35 وأُسر الستة وثمانون الباقون. كان جونز ولوكير بين صفوف الجرحى. ثم انطلق الآلاف من الجنود البريطانيين تحت قيادة الجنرال جون كين إلى جزيرة بيا (من المحتمل أنها أصبحت الآن جزيرة بيرل) حيث أقاموا حامية على بعد حوالي 30 ميلًا (48 كم) شرق نيو أورلينز.

### مستعمرة فيليريه
في صباح يوم 23 ديسمبر، وصل كين وطليعة مؤلفة من 1800 جندي بريطاني إلى الضفة الشرقية لنهر المسيسيبي، على بعد 9 أميال (14 كم) جنوب نيو أورلينز. كان بإمكانهم مهاجمة المدينة عبر التقدم بضع ساعات على طريق النهر غير المحمي، لكن كين قرر أن يخيم في مزرعة لاكوست منتظرًا وصول التعزيزات. غزا البريطانيون منزل الرائد غابرييل فيليريه، لكنه هرب عبر نافذة وهرع لتحذير الجنرال جاكسون من اقتراب الجيش وموقع تخييمهم. وفقًا للمؤرخ ستانلي كليسبي آرثر:
في ختام رواية الرائد فيليريه، وصفه الجنرال بكونه راضخًا للمرض والضعف لأقصى درجات الحدود، وهتف بعين ملتهبة وضربة قوية على الطاولة بقبضته المشدودة: «بحق السماء، لن يناموا على ترابنا!»

## بدء المعركة

### غارة جاكسون على المعسكر البريطاني
بعد تقرير استخبارات فيليريه، في مساء يوم 23 ديسمبر، قاد جاكسون 2131 جنديًا في هجوم قصير ثلاثي المحاور من جهة الشمال على القوات البريطانية الغافلة التي كانت تستريح في معسكرها. ثم سحب قواته إلى قناة رودريغيز، على بعد حوالي 4 أميال (6.4 كم) جنوب المدينة. تكبد الأمريكيون 24 قتيلًا و 115 جريحًا و 74 مفقودًا، بينما تكبد البريطانيون 46 قتيلًا و 167 جريحًا و 64 مفقودًا. يقول المؤرخ روبرت كويمبي إن البريطانيين حققوا «نصرًا تكتيكيًا مكّنهم من الحفاظ على موقعهم»، لكنهم «اقتنعوا بعدم إمكانية تحقيق غزو سهل». ونتيجة لذلك، كسب الأمريكيون وقتًا لتحويل القنال إلى متراس شديد التحصين.